# ČSD-Baureihe M 120.5
Die ČSD-Baureihe M 120.5 waren Dieseltriebwagen der einstigen Tschechoslowakischen Staatsbahnen (ČSD) für den Einsatz bei den Frýdlantské okresní dráhy (Friedländer Bezirksbahnen; FOD). Sie befanden sich dort bis 1949 im Einsatz.

## Geschichte
Die beiden Fahrzeuge wurden 1934 in Brünn bei Královopolská mit den Fabriknummern 15794 und 15795 für den Einsatz auf den Strecken der Friedländer Bezirksbahn gebaut. In Konzeption und Aussehen ähnelten sie sehr stark den zu dieser Zeit von der Mutterfirma von Kralovopolska, der Simmeringer Maschinen- und Waggonbau-Fabrik, gebauten Dieseltriebwagen der Reihen VT 41, VT 42 und VT 43 der Österreichischen Bundesbahnen sowie den von selber Firma nach Bulgarien und Litauen gelieferten dieselelektrischen Triebwagen System Gebus. Im Gegensatz zu diesen erhielten die Triebwagen jedoch eine Leistungsübertragung nach System Brown Boveri.
Für den Einsatz auf den Mittelgebirgsstrecken um Friedland waren sie stark motorisiert und konnten mit einem Beiwagen verkehren. Sie waren in Jindřichovice pod Smrkem (Heinersdorf) stationiert und verkehrten auf den von dort ausgehenden Nebenbahnen. Beide Triebwagen erreichten dabei eine monatliche Laufleistung von 8550 km.
Infolge der Angliederung des Sudetenlandes an Deutschland im Oktober 1938 kamen die beiden Fahrzeuge in den Bestand der Deutschen Reichsbahn, Reichsbahndirektion Dresden. Sie erhielten die neuen Nummern 136 300 und 136 301. Nach dem Beginn des Zweiten Weltkrieges wurden sie am 1. Januar 1940 wegen des Mangels an Dieselkraftstoffen konserviert abgestellt.
Nach dem Zweiten Weltkrieg kamen sie wieder in den Bestand der ČSD und erhielten ihre alten Nummern zurück. Der M 120.502 stand infolge der Kriegsereignisse ausgebrannt in Liberec und wurde formal 1948 ausgemustert. M 120.501 konnte nach einer Ausbesserung der Instandhaltungsstufe M5 im Ausbesserungswerk Nymburk im Jahr 1948 wieder dem Betriebsdienst übergeben werden. Bereits 1949 stand er jedoch wieder im Ausbesserungswerk. 1950 wurde er nach Olomouc abgegeben. Dort wurde das Fahrzeug 1951 ausgemustert und verschrottet.

## Technische Merkmale

Prinzip der Leistungsübertragung nach dem System BBC

Die Fahrzeuge waren dreiachsig ausgeführt. Neben der im Rahmen gelagerten Treibachse besaßen sie am anderen Fahrzeugende ein zweiachsiges Laufdrehgestell. Der Achtzylinder-Dieselmotor mit einer Leistung von 160 PS und der angeflanschte Generator befanden sich im antriebslosen Maschinendrehgestell. Dieses ähnelte im Aussehen dem des österreichischen VT 41. Der Dieselmotor war identisch mit dem der M 251.2. Die elektrische Leistungsübertragung war nach dem System BBC in der anderen Achse des Fahrzeuges als Tatzlagerfahrmotor realisiert.
Die Grundform und das äußere Bild des Triebwagens ähnelte den bei Královopolská gefertigten Fahrzeugen M 251.2 und M 273.0. Die technische Ausrüstung wurde weitgehend von den vierachsigen Wagen übernommen.
Das Abteil für die Fahrgäste hatte ein Fassungsvermögen von 46 Sitzplätzen in einem Großraumabteil und wurde mit dem Kühlwasser des Verbrennungsmotors beheizt.